# Eustictus salicicola
Eustictus salicicola är en insektsart som beskrevs av Knight 1923. Eustictus salicicola ingår i släktet Eustictus och familjen ängsskinnbaggar. Inga underarter finns listade i Catalogue of Life.